# Cozzuoliphyseter
 (décembre 2020).
Cozzuoliphyseter rionegrensis
Genre
Espèce
Synonymes
- Aulophyseter rionegrensis Gondar, 1974

Cozzuoliphyseter est un genre éteint de mammifères marins de la super-famille des Physeteroidea. Il n'est représenté par une seule espèce, Cozzuoliphyseter rionegrensis, proche du Grand cachalot actuel et ayant vécu au Messinien, soit durant la moitié du Miocène, il y a entre 7,5 et 5,332 millions d'années des deux côtes de la région de Patagonie de l'Amérique du Sud.

## Systématique
L'espèce Cozzuoliphyseter rionegrensis a été décrite pour la première fois en 1974 par la paléontologue argentine Dolores Gondar (d) sous le protonyme Aulophyseter rionegrensis,.
En 2021, Florencia Paolucci (d), Marta Susana Fernández (d), Mónica Romina Buono (d) et
José I. Cuitiño (d), après une nouvelle étude, créent le genre Cozzuoliphyseter pour accueillir l'espèce Aulophyseter rionegrensis sous le taxon Cozzuoliphyseter rionegrensis.

## Description
L'holotype de Cozzuoliphyseter rionegrensis, référencé MLP 62-XII-19-1, est un crâne presque complet. Il a été découvert à 30 km au sud-ouest de San Antonio Oeste dans la province de Río Negro (Argentine) dans une formation datant du Miocène.
Dans leur publication de 2021, les auteurs indiquent que l'espèce Cozzuoliphyseter rionegrensis était de taille moyenne pour cette famille de cétacés et devait mesurer environ 4 m.

## Étymologie
Le nom générique, Cozzuoliphyseter, est une combinaison donnée en l'honneur du paléontologue argentin Mario A. Cozzuol (d) et accolée au genre Physeter dont fait partie le Grand cachalot.
Le épithète spécifique, composée de rionegr[o] et du suffixe latin -ensis, « qui vit dans, qui habite », lui a été donnée en référence au lieu de sa découverte, la province de Río Negro en Argentine.

## Publications originales
- Genre Cozzuoliphyseter :
  - (en) Florencia Paolucci, Marta S. Fernández, Mónica R. Buono et José I. Cuitiño, « ‘Aulophyseter’ rionegrensis (Cetacea: Odontoceti: Physeteroidea) from the Miocene of Patagonia (Argentina): a reappraisal », Zoological Journal of the Linnean Society, Linnean Society of London et OUP, vol. 192, no 4,‎ 11 décembre 2020, p. 1293-1322 (ISSN 1096-3642 et 0024-4082, OCLC 01799617, DOI 10.1093/ZOOLINNEAN/ZLAA137, lire en ligne).
- Espèce Cozzuoliphyseter rionegrensis sous le taxon Aulophyseter rionegrensis :
  - (es) Dolores Gondar, « La presencia de cetaceos Physteridae en el Terciario Superior ("Rionegrense") de la Provincia de Rio Negro », Actas del Primer Congreso Argentino de Paleontologia y Bioestratigrafia, Buenos Aires, vol. 2,‎ 1974, p. 349-356.